# Imprimantă multifuncțională

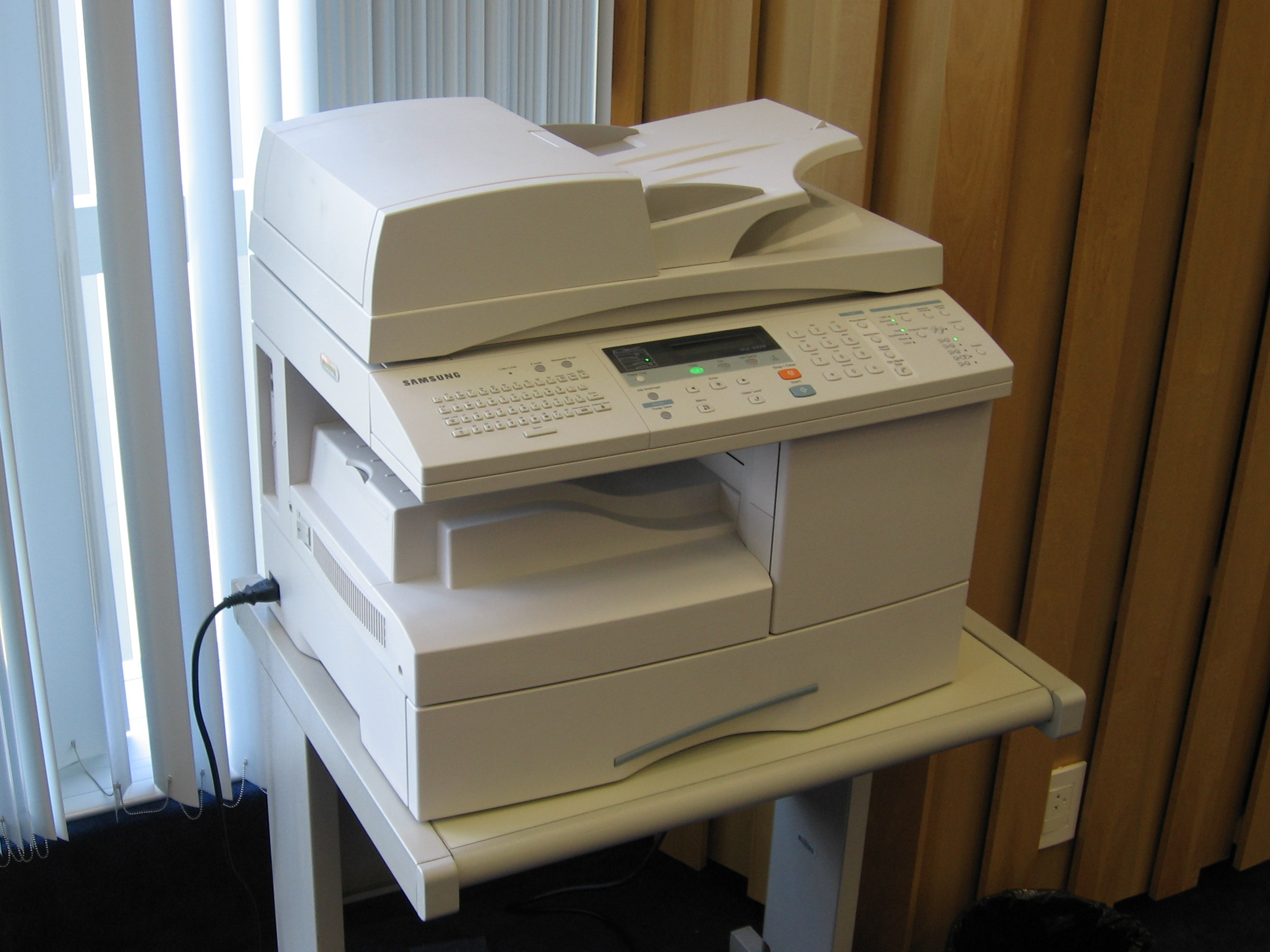
Imprimantă multifuncțională Samsung SCX-6320F

Imprimanta multifuncțională este de fapt un ansamblu format dintr-o imprimantă, scanner și copiator.
Multifuncționalele moderne se bazează în general pe tehnologie laser., dar și cele cu jet de cerneală sunt la fel de răspândite, în special din cauza discrepanței dintre prețuri.